# 스트라우드

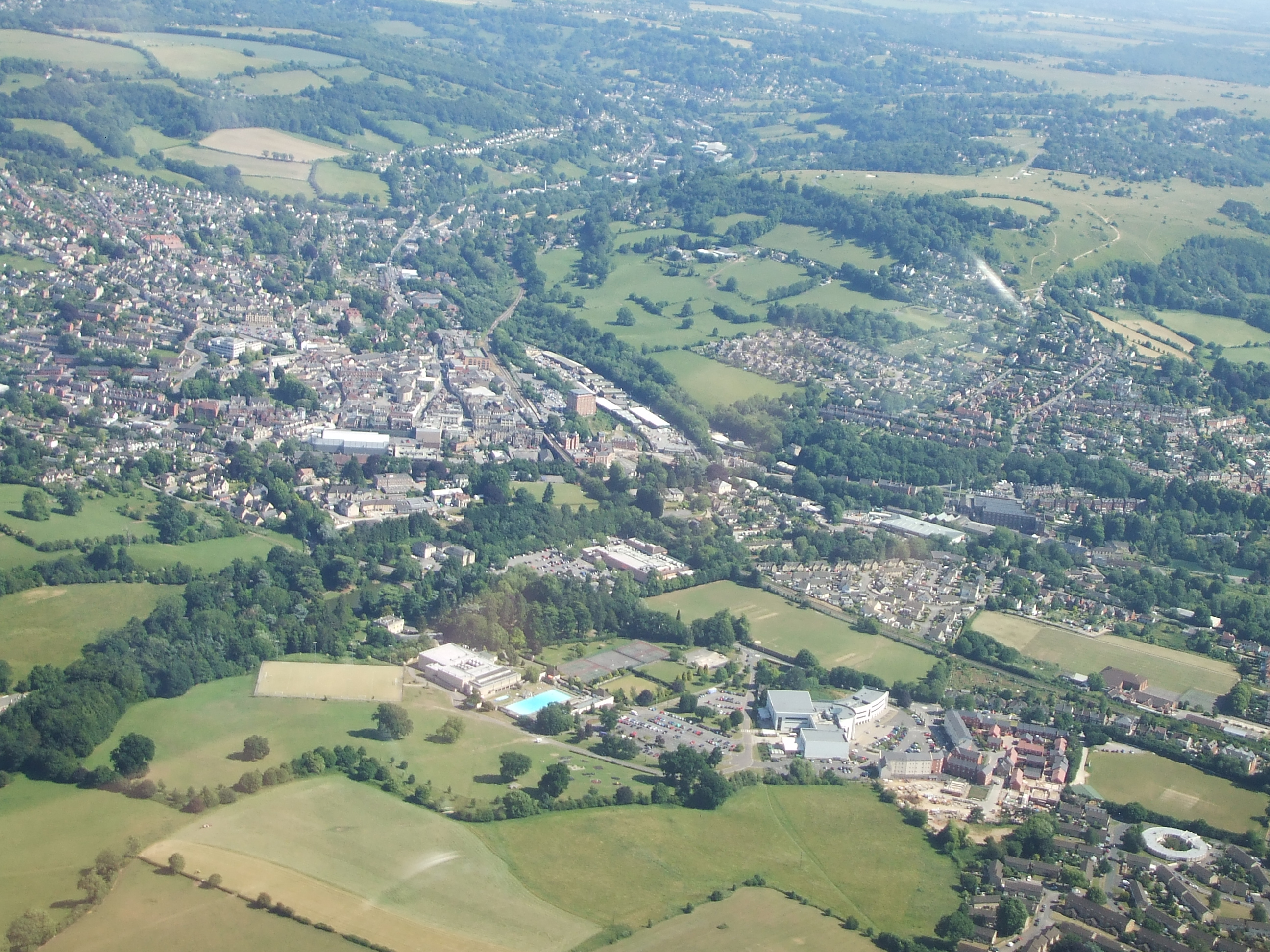

스트라우드(영어: Stroud)는 잉글랜드 글로스터셔주의 도시이다.